# Hewlett-Packard Schweiz
Hewlett-Packard Schweiz oder Hewlett-Packard (Schweiz) GmbH ist eine Tochtergesellschaft der HP Inc. in der Schweiz mit Sitz in Wallisellen. Oft wird das Unternehmen auch einfach HP Schweiz abgekürzt. In Französisch wird das Unternehmen Hewlett-Packard Suisse genannt. Hewlett-Packard Schweiz hat den IATA-Code 1C.

## Geschichte
Gegründet wurde Hewlett-Packard Schweiz in Genf im Mai 1959. Erster Sitz war die Rue du Vieux-Billard. Die Schweizer Gesellschaft war nur für den Vertrieb der Produkte zuständig, anfangs nur der Messinstrumente der US-Mutterfirma. Gelagert wurden die Produkte in Basel.
Im Jahr 2001 wurde die Fusion von Hewlett-Packard und Compaq bekannt. Auch die Schweizer Töchter sind fusioniert. Hewlett-Packard hatte im Jahr 2000 einen Umsatz von 845 Millionen Schweizer Franken und 680 Angestellte. Compaq Schweiz hatte in dem Jahr einen Umsatz von 1,295 Milliarden Franken und 1100 Mitarbeiter. Nach der Fusion hatte die Vereinigte HP Schweiz einen erwarteten Umsatz von ca. 2 Milliarden Schweizer Franken und war das grösste IT-Unternehmen in der Schweiz. Allerdings wurden einige Stellen in der Verwaltung und im Marketing wegen der Fusion gestrichen. Im August 2004, kurz vor Veröffentlichung der Quartalszahlen, trat der damalige Geschäftsführer der HP Schweiz, Ralf Brandmeier, überraschend unter Angabe von persönlichen Gründen zurück. Eduard Heer leitete danach als Interim das Unternehmen. Es kamen jedoch schwierige Jahre auf HP Schweiz zu. So wurde im Jahr 2009 ein Lohnverzicht um 5 bis 10 Prozent vereinbart, um  Arbeitsplätze zu erhalten, ohne jedoch eine Arbeitsplatzgarantie zu geben. Im Jahr 2011 erwirtschaftete HP Schweiz nach Schätzungen etwa 1,9 Milliarden Franken. Im Jahr 2012 wechselte die Geschäftsleitung von Hauke Stars zu Marcel Borgo. Jedoch kündigte HP Schweiz gleich mit der Übernahme der neuen Leitung auch einen Stellenabbau von 232 Stellen an. Nachdem die Mutterfirma sich entschieden hatte, sich aufzuspalten in HP Inc. und Hewlett Packard Enterprise, wurden auch die Schweizer Tochterfirma aufgespalten und die Hewlett Packard Enterprise Schweiz ausgelagert. Im Jahr 2020 musste HP Schweiz vom damaligen Sitz in Dübendorf ausziehen und residiert neu im Glatt Tower in Wallisellen.